# Sarvestan
Sarvestan (tiếng Ba Tư: سروستان Sarvestân, "vùng đất của tuyết tùng"; sarv "tuyết tùng" (bách) + estan; cũng được Latinh hóa là Sarvestān và Sarvistān) là thành phố thủ phủ của huyện Sarvestan, thuộc tỉnh Fars, Iran. Điều tra dân số năm 2006 của thành phố này là 16.846 người. Nó nằm cách thành phố Shiraz, thủ phủ của tỉnh Fars 80 kilômét (50 mi) về phía đông nam. Đa số người dân ở Sarvestan là người Ba Tư.
Sarvestan có nhiều loại cây trồng nhiệt đới như lúa mì, dẻ cười, ô liu. Đặc biệt đây là nơi rất nổi tiếng ở Iran về sữa chua.

## Lịch sử
Thành phố này gắn liền với lịch sử của đế quốc Achaemenes cách đây 2.600 năm. Nó cũng là nơi có nhiều tượng đài thời đế quốc Sasan bao gồm cung điện Sasan. Các chuyên gia tin rằng tượng đài này được xây dựng trong thời kỳ triều đại Sasan (năm 224-651), và đó là một trong công trình chi phối cùng với một ngôi đền Hỏa giáo. Đài tưởng niệm này được xếp hạng là Di sản quốc gia vào năm 1956 nhưng do quá trình tu sửa không chuyên nghiệp nên nó đang gặp nguy hiểm. Nó cũng là một phần của Di sản thế giới Cảnh quan khảo cổ Sassanid của vùng Fars được UNESCO công nhận. Sarvestan cũng là quê hương của triết gia và thiên văn học Sheikh Yusef Sarvestani. Tại đây có lăng mộ của ông được xây dựng vào năm 1314 dưới thời Hãn quốc Y Nhi mang kiến trúc Hồi giáo.